# Estoy en crisis
Estoy en crisis es una película cómica española de 1982 dirigida por Fernando Colomo y que está protagonizada por José Sacristán, Cristina Marsillach y Mercedes Sampietro en sus papeles principales. 

## Argumento
Bernabé es un hombre casado trabaja como director creativo en una agencia de publicidad. Cuando llega a los 40 años, quiere ser un seductor con todas las chicas que pueda. Pero nada sale como él espera y su mujer le deja.

## Reparto
| Intérprete             | Personaje     |
| ---------------------- | ------------- |
| José Sacristán         | Bernabé       |
| Cristina Marsillach    | Lucía         |
| Mercedes Sampietro     | Gloria        |
| Fernando Vivanco       | Benavides     |
| Enrique San Francisco  | Enrique       |
| Marta Fernández Muro   | Evelia        |
| Luis Ciges             | Hortelano     |
| José G. de Castrillón  | Arturo        |
| Isabel Sánchez         | Lola          |
| Catalina Freire        | Eva           |
| Gloria Núñez           | Mamen         |
| José Antonio Fernández | Ángel         |
| Francesc Nel·lo        | Marcelo       |
| Andreu Martín          | Realizador    |
| Diego Caretti          | Oswaldo       |
| Emilio Urdiales        | Tío           |
| Antonio Resines        | Camarero 1    |
| Miguel Rellán          | Policía 1     |
| Julio Morales          | Policía 2     |
| Santiago Ramos         | Estupa        |
| Jesús Gracia           | Inspector     |
| Ramón Reparaz          | Guardia Civil |
| Guillermo Montesinos   | Camarero 2    |
| Sara Vélez             | Yolandita     |
| Clara Vélez            | Cris          |